# Терентьєв Валентин Олександрович
Валентин Олександрович Терентьєв (10 травня 1910, місто Мінусинськ, тепер Красноярського краю, Російська Федерація — 15 січня 1965, місто Київ) — український радянський діяч, інженер, міністр будівництва УРСР. Депутат Верховної Ради УРСР 5—6-го скликань. Кандидат у члени ЦК КПУ в 1960—1965 роках. Доктор технічних наук.

## Біографія
Народився в родині вчителя.
У 1931 році закінчив Дніпродзержинський металургійний інститут.
У 1931—1940 роках — на будівництві Кузнецького металургійного комбінату у РРФСР; інженер Дніпропетровського металургійного заводу імені Петровського; інженер Головного управління капітального будівництва Народного комісаріату оборонної промисловості СРСР.
У 1940—1951 роках — головний інженер та керуючий низки будівельно-монтажних трестів і управлінь, які здійснювали будівництво металургійних, хімічних і машинобудівних підприємств у містах Ростові-на-Дону, Новоросійську, Челябінську.
Член ВКП(б) з 1944 року.
У 1951—1954 роках — начальник управління «Головпридніпровбуду» та член колегії Міністерства будівництва підприємств металургійної і хімічної промисловості СРСР.
У 1954—1956 роках — заступник міністра будівництва підприємств металургійної і хімічної промисловості СРСР.
6 серпня 1956 — 31 травня 1957 року — міністр будівництва підприємств металургійної і хімічної промисловості Української РСР.
22 липня 1957 — серпні 1958 року — начальник відділу будівництва підприємств металургійної і хімічної промисловості Державної планової комісії Української РСР — міністр Української РСР.
2 серпня 1958 — 11 січня 1963 року — міністр будівництва Української РСР.
12 січня 1963 — 15 січня 1965 року — міністр монтажних і спеціальних будівельних робіт Української РСР.
Помер 15 січня 1965 року. Похований у Києві на Байковому цвинтарі.

## Нагороди
- два ордени Леніна
- орден Трудового Червоного Прапора (1960)
- медалі